# Fröslida

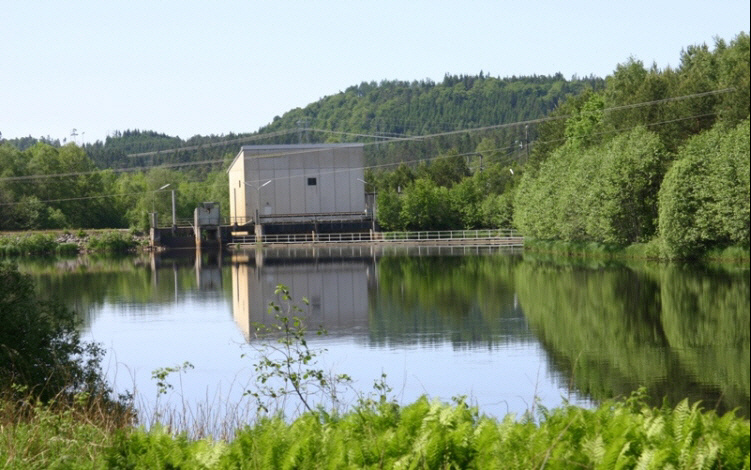
Kraftverket i Fröslida

Fröslida är en by i Torups distrikt (Torups socken) i Hylte kommun, Hallands län. Fröslida ligger invid ån Nissan, på gränsen till Halmstads kommun, med ett avstånd, via riksväg 26 (Nissastigen) på cirka 21 km till kommunens centralort Hyltebruk norrut och cirka 28 km till Halmstad söderut. 
Sedan åtminstone senare delen av 1800-talet har det funnits kvarn och såg vid vattenfallen i Fröslida. De låg där kraftverket nu ligger, på den östra sidan. Först kallades det för Karlsfors kvarn och såg, senare Moshults kvarn och såg och sist Fröslida kvarn och såg. I Fröslida har det funnits skola, station järnvägslinjen Halmstad-Nässjö, snickerifabrik, missionskyrka och affärer. Sågverket finns kvar.
Fröslida är enligt SMHI den plats i Sverige som har störst nederbördsmängd per år, 1 190 mm[källa behövs]. År 1983 togs ett nybyggt kraftverk i drift, Fröslida kraftverk. Fallhöjden anges till 5,5 meter och produktionen till 10,5 GWh/år.